# William K. Sebastian

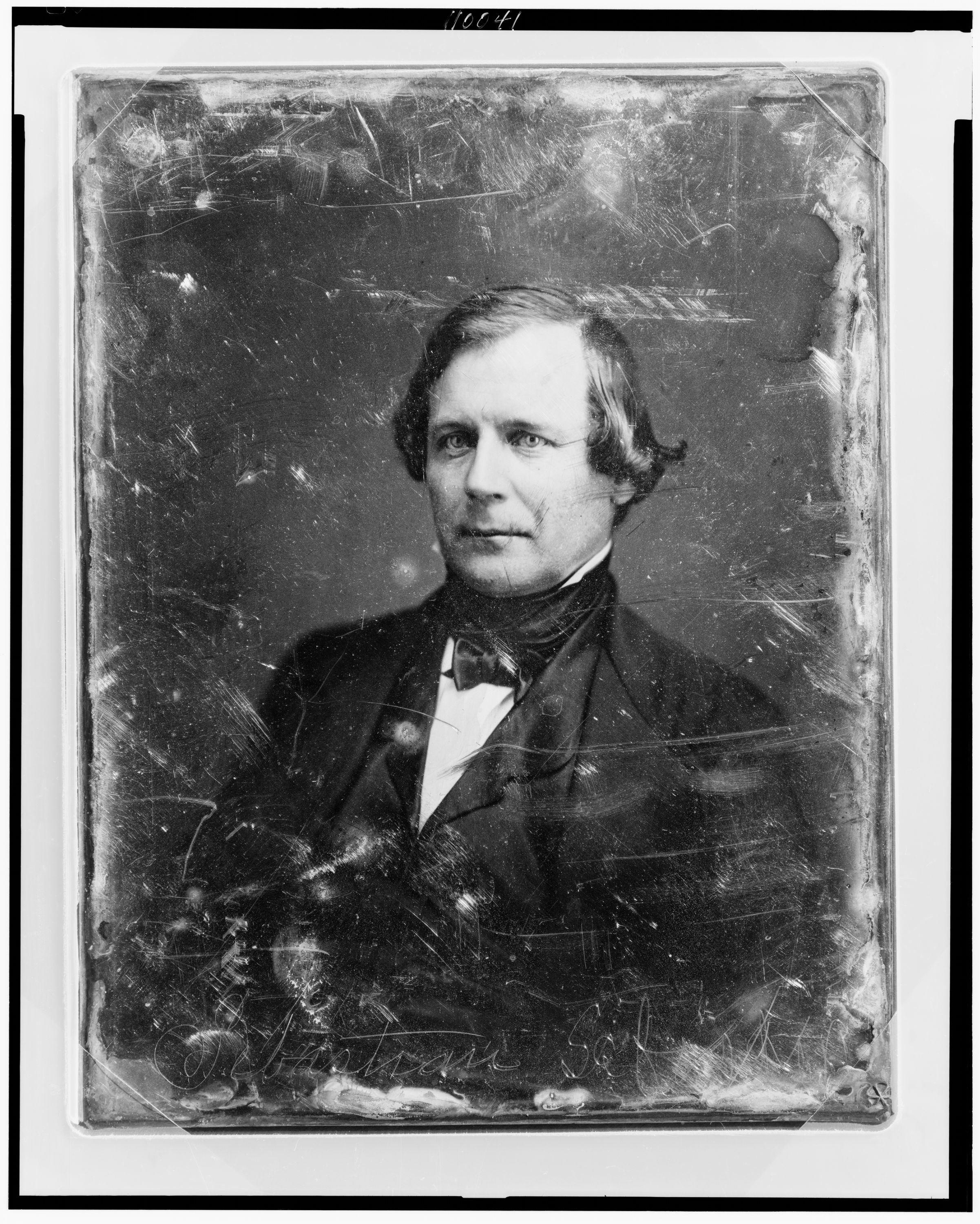
William King Sebastian
Daguerrotypi-porträtt taget av Mathew Brady

William King Sebastian, född 12 juni 1812 i Hickman County, Tennessee, död 20 maj 1865 i Memphis, Tennessee, var en amerikansk demokratisk politiker. Han representerade delstaten Arkansas i USA:s senat 1848–1861.
Sebastian utexaminerades från Columbia College i Tennessee. Han studerade därefter juridik och inledde 1835 sin karriär som advokat i Arkansasterritoriet. Han var senare verksam som plantageägare, åklagare och domare. Han tjänstgjorde som domare i delstaten Arkansas högsta domstol 1843-1845.
Senator Chester Ashley avled 1848 i ämbetet. Sebastian efterträdde Ashley i senaten. Han stannade kvar som senator fram till Arkansas utträde ur USA 1861. En efterträdare, Alexander McDonald, valdes först 1868 i samband med att Arkansas blev delstat i USA på nytt.
Sebastians grav finns på familjekyrkogården King Family Burial Ground i Helena, Arkansas. Sebastian County har fått sitt namn efter William King Sebastian.